# LGA 775

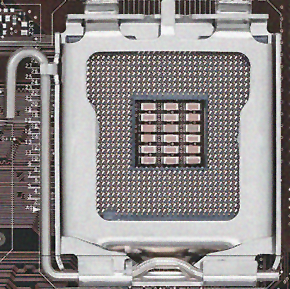
LGA 775 processzorfoglalat

Az LGA 775 (vagy Socket T) az Intel asztali processzorainak foglalata, melybe ma már nem készülnek új processzorok.
Az LGA foglalat a már megszokott hüvely+tű helyett tű+pad kontaktust használja. Ennél a foglalattípusnál az alaplapra kerül a tüskesor, ami a processzor alján lévő aranyozott réz padokkal érintkezik.
Az LGA 775 a Socket 478 leváltására jött létre mivel a Socket 478 nem felelt meg az egyre nagyobb szivárgási árammal küzdő és ezzel együtt megnövekedett hőtermelésű Prescott magos Pentium processzorok hőtani követelményeinek (ideértve a szabványban lefektetett maximális hőterhelést), 2007-re minden asztali Intel Pentium, Celeron és Core 2 ezzel a tokozással készül.
Nevét a Tejas magról kapta, ami a Prescott magot váltotta volna, de a hatalmas hőtermelése miatt ennek a magnak a fejlesztését leállították. A foglalatot azóta már leváltotta az utód, az LGA 1156 és az LGA 1366.

## Újítások, hűtés
Az új LGA kialakításnak köszönhetően sokkal kisebb a processzor sérülésének veszélye, ugyanis nincsenek elgörbülő lábak, és a processzort is egy lefogatókeret szorítja a foglalathoz, nem emberi erővel rögzítődik. Ezen kívül a processzor-lefogató keret a processzornak csak a széleit takarja, így a leginkább melegedő központi rész szabadon marad a hűtés számára, azonban valamennyit ez is takar, így például az első LGA 775-ös Prescott magos Pentiumok jobban melegedtek a Northwood magos Socket 478-as társainál, de az új Core 2 processzorok hőtermelése eléggé kicsi ahhoz hogy ez a probléma elhanyagolható legyen. Újítás még, hogy a hűtés nem a Socket 370-hez hasonlóan magához a foglalathoz, vagy a Socket 478-hoz hasonlóan egy hűtőkerethez, hanem négy rögzítőlyukkal magához az alaplaphoz kapcsolódik, így csökkentve annak a veszélyét, hogy egy esetlegesen házilag készített, vagy egyszerűen nagyon nehéz hűtőrendszer leszakítsa a foglalatot az alaplapról.
Az LGA 775 egy 775 érintkezős ZIF LGA foglalat, mely fogadja az 533, 800, 1066, 1333 és 1600 MT/s FSB-jű Intel Pentium 4 (2,66 - 3,80 GHz), Intel Celeron D (2,53 - 3,6 GHz ), Pentium 4 Extreme Edition (3,20 - 3,73 GHz), Intel Pentium D (2,66 - 3,60 GHz), Intel Pentium Extreme Edition (3,20 - 3,73 GHz), Intel Core 2 Duo (1,60 - 3,00 GHz), Intel Core 2 Extreme (2,66 - 3,00 GHz), Intel Core 2 Quad (2,40 - 3,00 GHz),  és az Intel 'Core' Celeron (1,60 - 2,00 GHz) processzorokat.

## LGA 775 támogatású chipsetek

### Intel
iE7221, iE7230W, i3200/3210, 848P, 865 series, 915 series, 925X/XE, 945 series, P/G965, Q963, 975X, P/G31, G33, P35, G41, P45, X38, X48, Skulltrail

### nVIDIA
nF4i, 570i, 610i/GF7050, 630i/GF7150, 650i, 680i, 750i, 780i,790i

### VIA
P4M800, P4M890, P4M900, PT880U, PT890

### SiS
649, 661FX, 662MX, 671, 672FX

### ATI
Xpress 200i/1150i, Xpress 1250i, Xpress 3200i